# Angolasaurus bocagei
L'angolasauro (Angolasaurus bocagei) è un rettile marino estinto, appartenente ai mosasauri. Visse nel Cretaceo superiore (Turoniano, circa 90 milioni di anni fa) e i suoi resti sono stati ritrovati in  Africa (Angola e Niger).

## Descrizione
Angolasaurus era un mosasauro di medie dimensioni, e non doveva superare i 5 metri di lunghezza. Era dotato di un cranio relativamente allungato, munito di grossi denti ricurvi e striati. È noto per alcuni fossili che comprendono due crani, parte dello scheletro postcranico e zampe anteriori quasi complete. L'aspetto richiamava il ben noto Platecarpus, con il quale è stato a lungo confuso. Angolasaurus possedeva alcune caratteristiche insolite nel cranio, tra cui un osso frontale particolarmente stretto e un osso epipterigoide molto robusto.

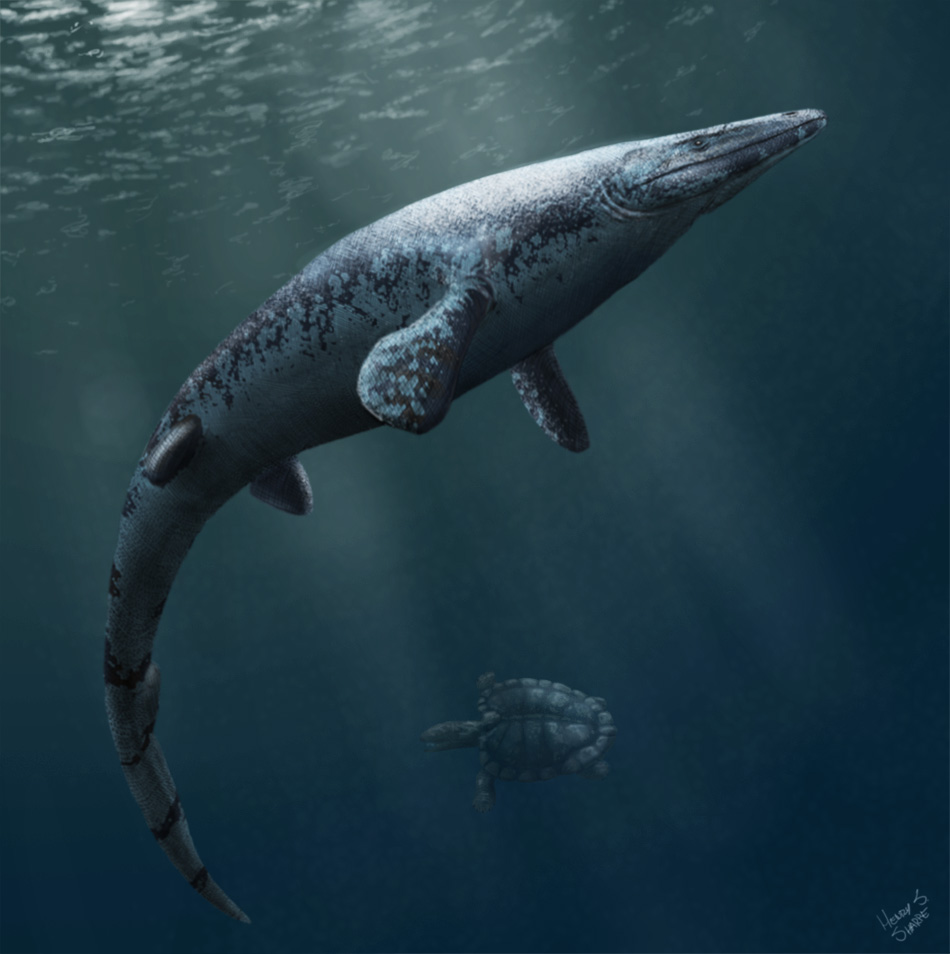
Ricostruzione di Angolasaurus nel suo ambiente naturale. Sullo sfondo la tartaruga Angolachelys

## Classificazione
Angolasaurus è stato descritto per la prima volta da Antunes nel 1964, sulla base di un cranio parziale ritrovato in strati del Turoniano superiore in Angola. Altri resti scoperti in seguito scoperti sempre in Angola e in Niger sono stati attribuiti alla stessa specie. Studi successivi compiuti da Lingham-Soliar hanno incluso Angolasaurus nel genere Platecarpus, basandosi sulla generale somiglianza tra le due forme. In ogni caso, successive analisi filogenetiche hanno determinato che Angolasaurus era una forma ben distinta, più antica di Platecarpus e probabilmente imparentata strettamente con Selmasaurus ed Ectenosaurus; queste tre forme si sarebbero separate nel corso del Turoniano dal ceppo che poi condusse alla linea evolutiva rappresentata da Plioplatecarpus e Platecarpus.

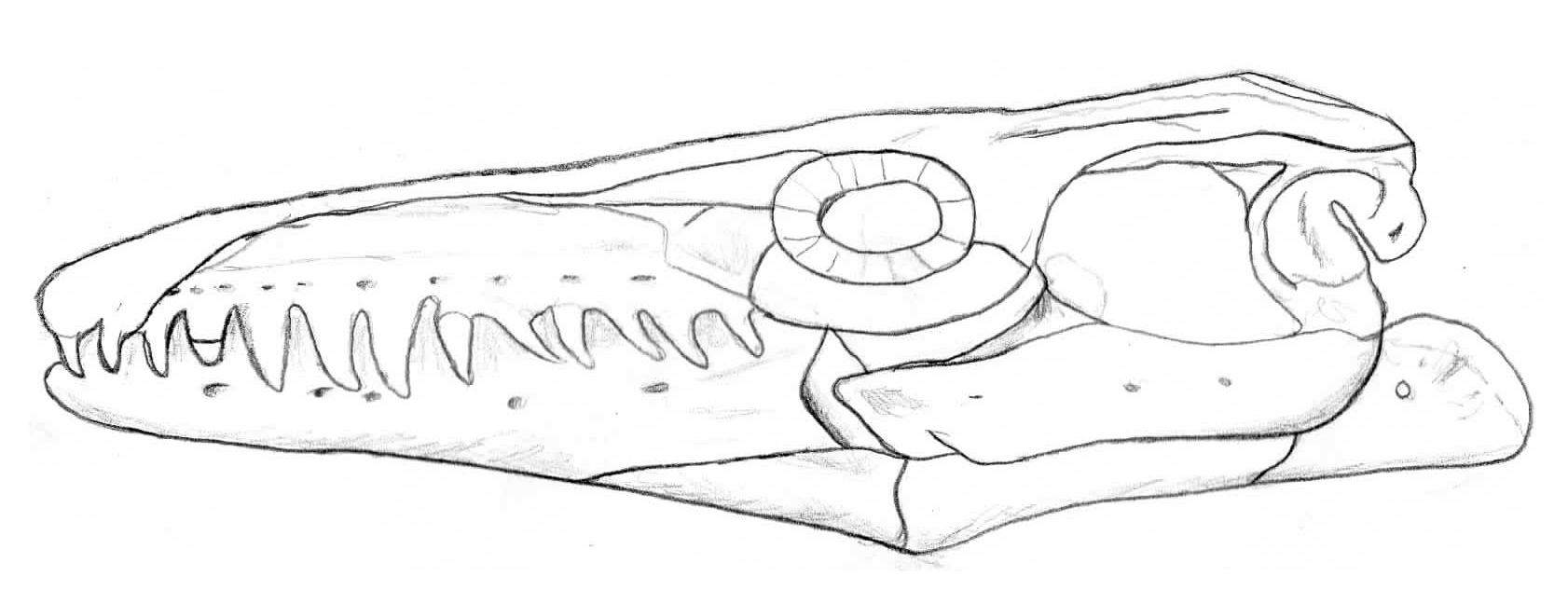
Cranio di Angolasaurus bocagei